# Horst Ademeit
Horst Ademeit, nemški častnik, vojaški pilot in letalski as, * 8. februar 1912, Breslau (Šlezija), † 7. avgust 1944 (pogrešan v boju, najverjetneje padel v boju), bližina Daugavpilsa. 
Ademeit se je naučil leteti že pred izbruhom druge svetovne vojne, kasneje pa se je kot rezervist izšolal za pilota lovskega letala. Spomladi 1940 je bil kot podčastnik dodeljen 3. krilu lovske skupine JG 54. Sodeloval je v francoski kampanji ter v Bitki za Veliko Britanijo. Svojo prvo zračno zmago je dosegel 18. septembra 1940, v isti akciji pa je bil nad Rokavskim prelivom sestreljen. Prisiljen je bil izskočiti iz svojega zadetega lovca, vendar ga je nepoškodovanega rešila nemška reševalna ladja. 4. oktobra je sestrelil izvidniško letalo RAF, Supermarine Spitfire. 
Kasneje je bil dodeljen 1. krilu letalske skupine JG 54 in z njim poslan na Vzhodno fronto, kjer je deloval v letalskih akcijah za podporo pehoti. Kljub temu se je še vedno spopadal s sovražnimi letali in 24. septembra 1941 sestrelil 10. sovražno letalo, sovjetskega dvokrilnega lovca Polikarpov I-15.
Kasneje je napredoval v poročnika in 18. februarja 1942 zabeležil že svojo 20. zračno zmago, sovjetskega lovca Polikarpov I-16. 11. januarja 1943 je v enem dnevu sestrelil svoje 33. in 34. letalo, 7. marca pa že svojo 40. Na isti dan je postal poveljnik 6. krila JG 54. 
Poročnik Ademeit je bil 16. aprila 1943 za zasluge odlikovan z viteškim križem železnega križca, že 22. junija pa je dosegel 60 zračnih zmag. 75. zmago je dosegel 3. avgusta 1943, 95. pa 4. septembra. Stoto zmago je dosegel 15. januarja 1944. Na ta dan je sestrelil tri sovjetske lovce Lavočkin La-5 in lahki dvomotorni bombnik Petljakov Pe-2. 
Adelmeit je 18. januarja postal poveljnik 1. krila JG 54. Po svoji 120. zmagi, 2. marca 1944 je, tedaj že stotnik Ademeit, prejel Hrastove liste k viteškemu križcu (Nr. 414). Sredi aprila istega leta je nanizal že 150 zmag, na začetku avgusta pa je postal Komodor JG 54. 
7. avgusta 1944 je s svojim letalom Focke-Wulf FW-190 A-5, številka 5960, Ademeit izginil v bližini mesta Daugavpils, po tem, ko so ga nazadnje videli zasledovati sovjetski jurišnik Iljušin Il-2. Predvidevajo, da je Ademeita sestrelila sovjetska protiletalska obramba in, da je bil prisiljen zasilno pristati. Proglasili so ga za pogrešanega v boju, v odsotnosti pa so ga povišali v čin majorja.
Horst Ademeit je v svoji vojaški karieri dosegel 166 zračnih zmag in sodeloval na več kot 600 bojnih nalogah. 164 zmag je dosegel na vzhodni fronti.

## Odlikovanja
- Ehrenpokal (8. december 1941)
- Nemški križ v zlatu (25. februar 1942)
- Viteški križ železnega križca (16. april 1943)
- Hrastovi listi k viteškemu križcu (2. marec 1944)